# Al Giebler
Al Giebler, nato Alfred Giebler (Randolph, 17 ottobre 1872 – Los Angeles, 12 dicembre 1950), è stato uno sceneggiatore statunitense.
Il suo nome appare in quasi 150 film. Iniziò la sua carriera all'epoca del muto, lavorando per la Edison Company, firmandosi anche A.H. Giebler.
Morì a Los Angeles il 12 dicembre 1950 all'età di 78 anni.

## Filmografia
- A Serenade by Proxy, regia di C.J. Williams (1913)
- The Ranch Owner's Love-Making, regia di Walter Edwin (1913)
- Two Little Kittens

- The Little Hobo, regia di Oscar Eagle - cortometraggio (1914)

- Zeb vs. Paprika, regia di Ralph Ceder (1924)